# Comune distrettuale di Šilutė
Il comune distrettuale di Šilutė è uno dei 60 comuni della Lituania, situato nella regione della Lituania minore.